# 2. alpinska divizija »Tridentina«
2. alpinska divizija »Tridentina« (izvirno italijansko 2a Divisione Alpina  »Tridentina«) je bila alpinska divizija Kraljeve italijanske kopenske vojske.
Leta 2003 je bila divizija reaktivirana in deluje še danes.

## Zgodovina
Divizija je bila uničena v Operaciji Mali Saturn v ZSSR.

## Organizacija
- Štab
- 5. alpinski polk
- 6. alpinski polk
- 2. alpinski artilerijski polk